# Ever-Rise
2point0 sind ein kanadisches Tag Team, bestehend aus Jeff Parker und Matthew Lee. Sie stehen derzeit bei All Elite Wrestling unter Vertrag.

## Wrestling-Karriere

### International Wrestling Syndicate (2004–2010, 2014–2019)
Im Juni 2004 begannen sie bei International Wrestling Syndicate zu arbeiten. Am 26. März 2005 bekamen sie die erste Chance auf die IWS Tag Team Championship, konnten die Titel jedoch nicht gewinnen. Bis August 2005 fehdeten sie gegen die Champions Flying Hurricanes. Am 20. August 2005 gelang es Ihnen schließlich, die Titel zu gewinnen. Die Regentschaft hielt bis zum 2. Juni 2006, sie verloren die Titel an die Hardcore Ninjaz. Nachdem sich Lee verletzt hatte, trat Parker vorerst alleine an. Am 30. September 2006 konnte er die IWS Canadian Championship gewinnen. Diese Regentschaft hielt jedoch nur 63 Tage. Nach einer kurzen Fehde zwischen den Tag-Team-Partnern taten sie sich wieder zusammen und gewannen am 14. Juli 2007 erneut die IWS-Tag-Team-Championship. Am 30. Mai 2009 trennte sich das Tag Team nach einer Niederlage.
Kurz darauf vereinte sich das Tag Team wieder bei der Promotion Chikara. Hier konnten sie zwei Mal die Chikara Campeonatos de Parejas gewinnen. Hiernach tourten sie noch durch Japan und traten für verschiedene Promotions an.

### WWE (2016, 2018–2021)
Am 27. April 2016 debütierten sie mit ihren bürgerlichen Namen bei NXT. Ihr Debüt-Match verloren sie gegen The Revival Scott Dawson und Dash Wilder. Am 29. September 2016 waren sie ein Teil des WWE Tryouts.
Am 22. Januar 2019 wurde bekannt gegeben, dass sie einen Vertrag bei der WWE unterschrieben haben. Am 1. Mai 2019 feierten sie ihr Debüt bei NXT. Ihr Debüt-Match verloren sie gegen Tyler Breeze und Fandango. Am 12. Juni 2020 gewannen sie nach einigen Kämpfen ihr erstes Match, hierfür besiegten sie Leon Ruff und Adrian Alanis. Am 25. Juni 2021 wurden beide von der WWE entlassen.

### All Elite Wrestling
Am 8. August 2021 debütierten Parker und Lee unter dem neuen Namen 2point0 bei All Elite Wrestling mit einem Tag-Team-Match bei AEW Dark. 

## Wrestling-Erfolge
- Chikara
  - Chikara Campeonatos de Parejas (2×)

- Combat Revolution Wrestling
  - CRW Tag Team Championship (1×)

- International Wrestling Syndicate
  - IWS Canadian Championship (2×)
  - IWS World Heavyweight Championship (2×)
  - IWS World Tag Team Championship (2×)

- North Shore Pro Wrestling
  - NSPW Tag Team Championship (1×)

- Northern Championship Wrestling
  - NCW Tag Team Championship (2×)

- Wrestling is Awesome
  - WiA Heavyweight Championship (1×)
  - WiA Heavyweight Championship Tournament (2013)